# Итакоатиара (микрорегион)
Итакоатиара (порт. Região Metropolitana da Microrregião de Itacoatiara) — микрорегион в Бразилии. входит в штат Амазонас. Составная часть мезорегиона Центр штата Амазонас. Население составляет 152 027 человек на 2010 год. Занимает площадь 25 387,168 км². Плотность населения — 5,99 чел./км².

## Демография
Согласно сведениям, собранным в ходе переписи 2010 г. Национальным институтом географии и статистики (IBGE), население микрорегиона составляет:
| Полное население                             | Полное население                             | Полное население                             | Полное население                             | 152 027 |
| -------------------------------------------- | -------------------------------------------- | -------------------------------------------- | -------------------------------------------- | ------- |
| в том числе:                                 | Городское население                          | 92 711                                       | Процент городского населения, %              | 60,98   |
|                                              | Сельское население                           | 59 316                                       | Процент сельского населения, %               | 39,02   |
|                                              | Мужское население                            | 78 500                                       | Процент мужского населения, %                | 51,64   |
|                                              | Женское население                            | 73 527                                       | Процент женского населения, %                | 48,36   |
| Плотность населения, чел/км²                 | Плотность населения, чел/км²                 | Плотность населения, чел/км²                 | Плотность населения, чел/км²                 | 5,99    |
| Население микрорегиона в % к населению штата | Население микрорегиона в % к населению штата | Население микрорегиона в % к населению штата | Население микрорегиона в % к населению штата | 4,36    |

## Состав микрорегиона
В состав микрорегиона входят следующие муниципалитеты:
1. Итакуатиара
2. Итапиранга
3. Нова-Олинда-ду-Норти
4. Силвис
5. Урукуритуба